# Georg von Kopp
Georg von Kopp (ur. 25 lipca 1837 w Duderstadt koło Getyngi, zm. 4 marca 1914 w Opawie) – w latach 1881–1887 biskup Fuldy oraz w 1887–1914 biskup wrocławski, od 1893 kardynał.

## Życiorys
Pochodził z ubogiej rodziny tkaczy, do gimnazjum uczęszczał w Hildesheim, w latach 1856–1858 pracował jako telegrafista w hanowerskiej służbie państwowej. W latach 1858–1861 studiował w teologiczno-filozoficznym zakładzie naukowym w Hildesheim, święcenia kapłańskie otrzymał w 1862. Później był wikariuszem szkolnym w miejscowości Henneckenrode położonej w gminie Holle oraz wikariuszem w Detfurcie. W 1865 został pomocnikiem przy wikariacie generalnym w Hildesheim. W 1872 roku mianowany wikariuszem generalnym i kanonikiem, a w 1881 roku biskupem Fuldy.
Były to czasy, w których prasa atakowała duchowieństwo posłuszne papieżowi – rozkwitał ultramontanizm. Biskup Kopp zachowywał lojalny stosunek do rządu pruskiego, który wówczas wprowadzał swoimi ustawami reformy kościelne. Kopp w swoim stanowisku był popierany przez papieża Leona XIII.
Papież mianował go w 1887, za zgodą rządu pruskiego, księciem-biskupem Wrocławia. 16 stycznia 1893 Leon XIII mianował go kardynałem z tytularnym kościołem Sant’ Agnese fuori le mura.
Dążył do zahamowania rozwoju polskiego ruchu narodowego na Górnym Śląsku i Śląsku Cieszyńskim. W czasie strajku dzieci polskich we Wrześni przeciw germanizacji trzymał stronę rządu pruskiego, a nawet torpedował skargi polskie w Watykanie. Z powodu konfliktu z Wojciechem Korfantym usiłował przeszkodzić mu w zawarciu  małżeństwa kościelnego.
Zmarł w Opawie 4 marca 1914 r., pochowany został w katedrze wrocławskiej.